# Andrew Andrews
Andrew Delano Andrews (Portland, Oregón, 25 de mayo de 1993) es un jugador de baloncesto estadounidense que pertenece a la plantilla del BC Wolves de la Lietuvos krepšinio lyga. Con 1,88 metros de estatura, juega en la posición de base.

## Trayectoria deportiva

### Universidad
Jugó cuatro temporadas con los Huskies de la Universidad de Washington, en las que promedió 14,2 puntos, 4,2 rebotes, 3,0 asistencias y 1,2 robos de balón por partido. En su última temporada fue incluido en el mejor quinteto de la Pacific 12 Conference, tras liderar la conferencia en anotación, con 20,9 puntos por partido.

### Profesional
Tras no ser elegido en el Draft de la NBA de 2016, fue invitado por Los Angeles Clippers para disputar las Ligas de Verano de la NBA, donde disputó cinco partidos en los que promedió 11,0 puntos y 4,4 rebotes. El 7 de septiembre firmó con Charlotte Hornets para disputar la pretemporada, pero fue despedido antes del comienzo de la competición.
El 11 de diciembre firmó su primer contrato profesional con el Best Balıkesir B.K. de la Basketbol Süper Ligi turca. Jugó 19 partidos en los que promedió 14,2 puntos, 3,5 rebotes y 3,2 asistencias.
El 17 de octubre de 2017 regresó a su país para fichar por los Delaware 87ers de la NBA G League.
En mayo de 2020, firma por el Maccabi Haifa B.C. de la Ligat Winner, tras comenzar la temporada en el Büyükçekmece Basketbol.
El 1 de julio de 2021, firma por el Türk Telekom de la BSL turca.
En la temporada 2021-22, firma por el Frutti Extra Bursaspor de la Basketbol Süper Ligi.
El 16 de julio de 2022 firmó un contrato de dos años con el Panathinaikos BC de la A1 Ethniki y la Euroliga. Dejó de entrar en la rotación del equipo después de la adquisición de Dwayne Bacon.
El 17 de julio de 2023, firma por el Club Joventut Badalona de la Liga ACB.
En julio de 2024, firma por el BC Wolves de la Lietuvos krepšinio lyga.